# Simon Ostrovsky

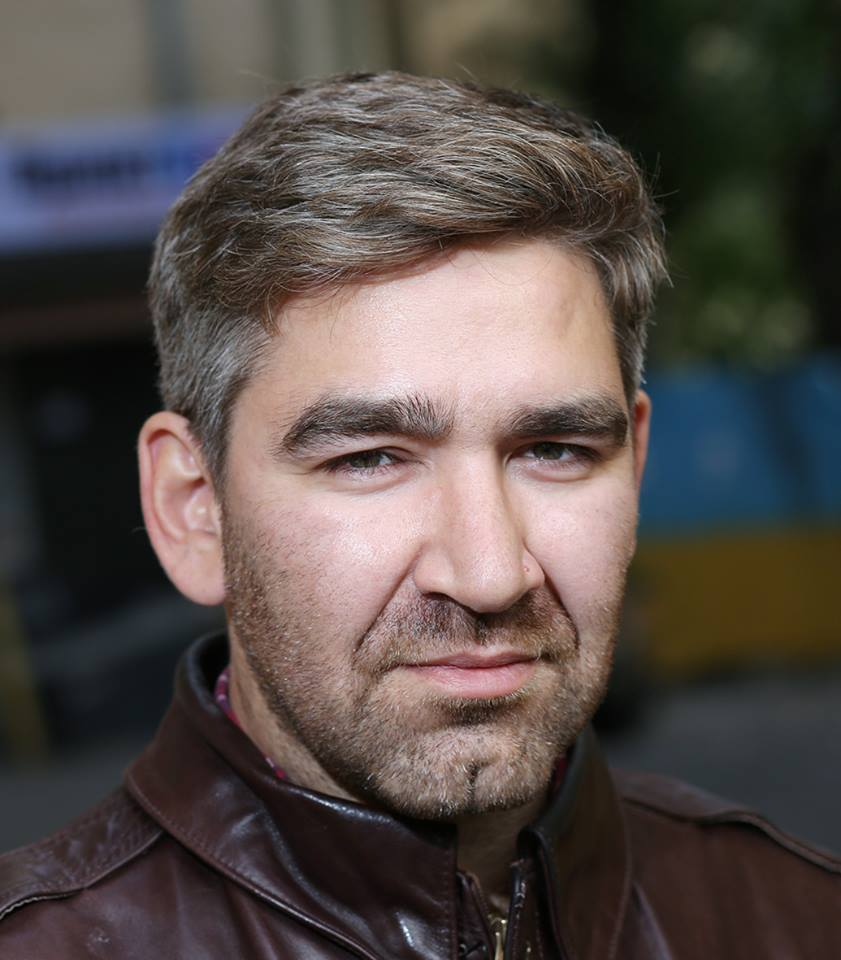
Simon Ostrovsky, 2016

Simon Ostrovsky (russisch Симон Островский; * 2. Februar 1981 in Moskau, Sowjetunion) ist ein Fernsehjournalist mit israelischer und US-amerikanischer Staatsbürgerschaft. Er erlangte internationale Bekanntheit durch seine Berichterstattung im russischen Krieg in der Ukraine seit 2014 für das kanadische Medien-Unternehmen Vice.

## Karriere
Ab 2001 arbeitet Simon Ostrovsky zunächst als Print-Journalist in den Staaten der ehemaligen Sowjetunion für The Moscow Times. Für AFP arbeitete er dann in Georgien, Armenien und Aserbaidschan. Danach berichtete er u. a. als Reporter für die BBC über Kinderarbeit auf usbekischen Baumwollplantagen und nordkoreanische Leiharbeiter in russischen Forstbetrieben.
Im Jahr 2013 produzierte er für Al Jazeera ein Video über Korruption in der Russisch-Orthodoxen Kirche. 2013 und 2014 war er Producer für die Sendung VICE auf HBO, als diese mit einem Emmy ausgezeichnet wurde. Für seine darauf folgende Berichterstattung während der Annexion der Krim durch Russland sowie dem russischen Krieg in der Ukraine seit 2014 wurde er im Jahr 2015 für einen Emmy nominiert.
2017 arbeitete Ostrovsky für CNN in der Abteilung Investigativjournalismus, wo er unter anderem Recherchen zu Paul Manafort anstellte. 
Seit 2018 liefert er Beiträge für die Nachrichtensendung PBS Newshour und das Medien-Start-Up Coda Story. 

## Geiselnahme
Ostrovsky begleitete den Ukraine-Krieg seit den Protesten auf dem Maidan, u. a. für VICE und CNN. In den Tagen vor seiner Geiselnahme stellte Ostrovsky Nachforschungen zur Beteiligung russischer Staatsbürger bei den Einsätzen der pro-russischen Separatisten in der Ostukraine an, welche zu diesem Zeitpunkt noch ungewiss war und verschleiert wurde.
Während seiner Arbeit für die Dokumentationsreihe Russian Roulette  nahmen ihn pro-russische Separatisten unter dem Kommando von Wjatscheslaw Ponomarjow am 21. April 2014 in Slowjansk bei einer Fahrzeugkontrolle vorübergehend als Geisel. Ponomarjow erklärte gegenüber der Moscow Times: „Wir brauchen Gefangene. Wir brauchen Verhandlungsmasse.“ Ostrovsky wurde in einem Keller festgehalten, wo er nach eigener Aussage gefesselt, geschlagen, verhört und bedroht wurde, bevor weitere Gefangene in den Raum gebracht wurden.
Am 24. April wurde er freigelassen, nachdem sein Fall international Aufmerksamkeit erregt hatte. Rebellenführer Ponomarjow behauptete später, man habe ihn vorübergehend gefangen genommen, weil er falsche Informationen verbreitet habe.

## Entzug der Akkreditierung in Russland
Ostrowsky folgte im Frühjahr 2015 anhand von Fotografien im sozialen Netzwerk VKontakte dem Weg eines russischen Soldaten in das Kampfgebiet der Ukraine. Anschließend machte er ihn nach seiner Rückkehr in die Heimat in Sibirien ausfindig. Als Reaktion auf den Film entzog ihm die russische Regierung die Akkreditierung als Journalist.